# François Delmas
Pour les articles homonymes, voir Delmas.
François Delmas, né le 24 août 1913 à Montpellier (Hérault) et mort le 3 mars 2002 dans la même ville, est un homme politique français. Il est maire de Montpellier de 1959 à 1977. Il a appartenu à l'UDF et au Parti républicain.

## Biographie

### Jeunesse et études
Il est le fils de Paul Delmas (1880-1962), professeur d'obstétrique à la faculté de médecine de l'université de Montpellier, et le frère d'André Delmas, anatomiste, doyen de la faculté de médecine de Paris.
Il suit des études de droit et obtient une licence de droit à la faculté de droit de l'université de Paris. Il aurait obtenu également une licence de lettres. Il s'inscrit à l'École libre des sciences politiques dans les années trente,. Il est alors une figure de proue du mouvement de la droite du Croix-de-Feu, et est très proche du colonel François de La Rocque.

### Parcours professionnel
Sa vie politique après la guerre est en continuité avec une idéologie catholique, républicaine et conservatrice. En 1940, il est un des 100 000 français évacués de Dunkerque vers l'Angleterre, devant l'avancée des Allemands. Il retourne à Montpellier, où il demeure jusqu'à la fin de la guerre et de sa vie.
Avocat de profession à partir de 1938, il dirige le cabinet d'avocats « Delmas Rigaud Levy » et il est bâtonnier du barreau de Montpellier en 1976. Il a épousé Suzanne née Chapal, la veuve de son ancien ami Antonin Rigaud, et la mère de Jean-Louis Rigaud, son partenaire dans son cabinet d'avocats. Après sa mort en 1989, il porta quotidiennement une cravate noire.
Maire de Montpellier de 1959 à 1977, il gère la croissance démographique et spatiale de la ville, notamment l'arrivée de rapatriés d'Algérie. Il accueille la société IBM au début des années 1960, et entreprend la construction du centre commercial de centre-ville, le Polygone, près de la place de la Comédie, il aménage l'esplanade Charles-de-Gaulle en jardin public et construit les premiers parkings souterrains sous le centre-ville. À l'ouest du territoire communal, il lance une zone à urbaniser en priorité (ZUP, selon la loi de 1958) sur le domaine de La Paillade. En 1966, il offre à la ville de Louisville (États-Unis) avec laquelle Montpellier est jumelée depuis 1955, la statue de Louis XVI qui trônait à la fin de la Restauration au centre de la place Louis XVI, qui a été renommée en place du Marché-aux-Fleurs.
Avec les communes de l'agglomération montpelliéraine, il contribue à la création du district de Montpellier en 1965.
Il est battu aux élections municipales, en mars 1977, par le socialiste Georges Frêche.
Député de la première circonscription de l'Hérault, il est secrétaire d'État à l'Environnement d'avril 1978 à mai 1981 dans le troisième gouvernement de Raymond Barre. François Delmas est battu la même année aux législatives par Georges Frêche.
Historien amateur, publiant des articles savants sur l'Ancien Régime et la Révolution en Languedoc, il est membre à l'Académie des sciences et lettres de Montpellier. Travaillant au barreau jusqu'à l'âge de 80 ans, il tombe aux pieds de l'église lors du Vendredi saint en 1993, victime d'un accident vasculaire cérébral. Ne retrouvant jamais ses capacités, il prend sa retraite. Il meurt neuf ans après et est inhumé à Florac.